# Роман Верховски
Роман Николаевич Верховској (Вилна, 29. јануар 1881 — Њујорк, 30. јануар 1968) био је руски архитекта. Припадао је древној племићкој породици у Костроми. Дипломирао је 1911. године на Високој уметничкој школи у Царској академији уметности у Санкт Петербургу.

## Биографија
Учесник је Првог светског рата и грађанског рата на страни Белог покрета, а 1920. емигрирао је у Југославију. Од 1937. живео је у САД. Верховској је 1941. године изабран за главног архитекту Митрополије Руске православне цркве у Северној Америци. Његова одговорност је укључивала развој пројеката за будуће цркве, капеле, иконостасе. У том периоду бавио се и црквеним сликарством. У САД, према његовим пројектима, изграђено је најмање 25 цркава, 7 иконостаса (6 мраморних и једна дрвена), и 6 цркава је самостално осликао.
Последње године живота провео је у сиромаштву и патио је од душевне болести. Умро је у болници у Лонг Ајленду(Њујорк) 30. јануара 1968. године.

## Најважнији радови
- Споменик у славу српским бранитељима Београда на Новом гробљу у Београду (1931, скулптура В. П. Загородниука).
- Споменик “Цару Николају и 2.000.000 руских војника великог рата” у Београду на Новом гробљу 1935. Испод споменика налази се крипта Руске славе (1935; у сарадњи са архитектом В. В. Сташевским[2] ).Споменик српским бранитељима Београда на Новом гробљу у Београду, СрбијаСпоменик и крипта на Новом гробљу у Београду, Србија

### Спомен-костурница бранилаца Београда 1914—1918.
Једно је од најзначајнијих спомен-обележја из времена Првог светског рата у Београду. Због свог специфичног положаја на Новом гробљу, често је заборављена и ретко доступна широј јавности.
За време Првог светског рата Београд је био прва бомбардована престоница, највише рушен и брањен град у Европи. У крипти спомен-костурнице почивају кости 3.529 знаних и 1.074 незнана јунака. У њу су пренети посмртни остаци српских војника са војних парцела на Новом гробљу, са гробља на Дунавском кеју и мањих гробаља у околини Београда.
На простору око Спомен костурнице, одмах после ослобођења Београда, октобра 1944. године, почело је сахрањивање истакнутих учесника Народноослободилачког рата као и народних хероја Југославије.

### Крипта са костима бранилаца
Крипта се састоји од узаних ходника, у којима су постављене металне касете са урнама и које окружују централни простор велике подземне одаје чији се свод ослања на стамене стубове. Са њихових капитела на четири стране подземног света мотре камена лица српских витезова под кацигама. Између њих рељефи мачева овенчаних ловором и белих орлова са српским крстом и оцилима. На стубовима плоче са именима јунака чије су кости пронађене измешане на београдским бојиштима од Аде Циганлије до Дунавског кеја и нису могле да буду смештене у посебене касете и смештени су у засебну крипту у самој костурници.